# Pucang Sari
Pucang Sari is een bestuurslaag in het regentschap Pasuruan van de provincie Oost-Java, Indonesië. Pucang Sari telt 3208 inwoners (volkstelling 2010).